# Nowy Staw (Sainte-Croix)
Pour les articles homonymes, voir Nowy Staw.
Nowy Staw est une localité polonaise de la gmina de Łagów, située dans le powiat de Kielce en voïvodie de Sainte-Croix.